# Siggaboda damm
Siggaboda damm är en sjö i Tingsryds kommun och Älmhults kommun i Småland och ingår i Skräbeåns huvudavrinningsområde. Sjön har en area på 0,0578 kvadratkilometer och ligger 137 meter över havet. Sjön avvattnas av vattendraget Snövlebodaån.

## Delavrinningsområde
Siggaboda damm ingår i det delavrinningsområde (625993-142503) som SMHI kallar för Utloppet av Siggaboda Damm. Medelhöjden är 144 meter över havet och ytan är 0,6 kvadratkilometer. Räknas de 5 avrinningsområdena uppströms in blir den ackumulerade arean 44,63 kvadratkilometer. Snövlebodaån som avvattnar avrinningsområdet har biflödesordning 2, vilket innebär att vattnet flödar genom totalt 2 vattendrag innan det når havet efter 55 kilometer. Avrinningsområdet består mestadels av skog (74 procent) och öppen mark (14 procent). Avrinningsområdet har 0,06 kvadratkilometer vattenytor vilket ger det en sjöprocent på 9,7 procent.